# ジェリー・リー・ルイス
ジェリー・リー・ルイス（英語: Jerry Lee Lewis, 1935年9月29日 - 2022年10月28日）は、アメリカのロックンロール、ロカビリー、カントリー・ミュージックのシンガーソングライター、ピアニストである。

## 概要
1950年代後半のロックンロールで活躍し、「キラー (The Killer ) 」の愛称で呼ばれ、「ロックンロール初のワイルドな男」と言われることもある。ロックのごく初期の先駆者として、1956年、ルイスはサン・レコードで初めてレコーディングを行なった。『Crazy Arms』はアメリカ合衆国南部で30万枚を売り上げたが、1957年の『Whole Lotta Shakin' Goin' On』で世界的に有名になった。その後『火の玉ロック』、『Breathless』、『High School Confidential』などを発表した。しかし、22歳の時に親戚の13歳の少女と結婚していたことが発覚してヒットから遠ざかることとなった。出演料も大幅に下がってしまった。だが、この時代もレコードは毎年発表し続けている。
出演料も大幅に下がってしまった。彼は人気を取り戻そうと決心した。1960年代初頭、『What'd I Say』など数曲以外はヒットしなかった。その頃の演奏はさらにワイルドでエネルギッシュになっていた。1964年のアルバム『Live at the Star Club, Hamburg』は多くの音楽ジャーナリストやファンからかつてないワイルドで素晴らしいロックのライヴ・アルバムとみなされている。『I'm on Fire』などをレコーディングしていた数年間、大きなヒットとはならなかったが、1968年、カントリーに転向すると『Another Place, Another Time』などのヒット曲を生み出した。1960年代終盤から1970年代までの再燃でカントリー・チャートのトップに頻繁に登場するようになった。『To Make Love Sweeter For You』、『There Must Be More to Love Than This』、『Would You Take Another Chance on Me』、『ミー・アンド・ボビー・マギー』などの曲がカントリー・チャートで第1位を獲得した。
ルイスの成功は約10年続き、ザ・ビッグ・ボッパーの『Chantilly Lace』や『Rockin' My Life Away』のカヴァーなどを含む過去のロックの曲もヒットした。21世紀に入り、ルイスはコンサート・ツアーで世界をまわり、新しいアルバムも発表している。2006年のアルバム『Last Man Standing』は世界中で100万枚以上を売り上げ、彼のアルバム売り上げ記録を更新した。2010年のアルバム『Mean Old Man』はルイスのアルバムの中でも高い売り上げの1つとなった。
ルイスはロックとカントリー双方合わせて10回以上ゴールド・ディスクの認定を受け、特別功労賞を含み何度かグラミー賞も受賞している。1986年、ロックの殿堂入りし、このジャンルへの彼の貢献はロカビリーの殿堂でも確認することができる。1989年、デニス・クエイド主演の映画『Great Balls of Fire!』で半生が描かれた。2003年、『ローリング・ストーン』誌はボックス・セット『All Killer, No Filler: The Anthology』を「Rolling Stone's 500 Greatest Albums of All Time 」の第242位にランク付けした。2004年、「ローリング・ストーンの選ぶ歴史上最も偉大な100組のアーティスト」において第24位にランク付けした。また「ローリング・ストーンの選ぶ歴史上最も偉大な100人のシンガー」において第67位にランク付けした。

## 経歴
ルイジアナ州東部コンコルディア郡フェリディの貧困家庭に生まれた。いとこで後にカントリー歌手となるMickey Gilley 、テレビ伝道者となるJimmy Swaggart と共に幼少からピアノを始めた。両親は彼にピアノを買うため農場を担保に借金した。成長する上でMoon Mullican から多大な影響を受けると同時に、年上のいとこのCarl McVoy (後にBill Black's Combo に参加)、ラジオ、近所の黒人向け酒場ヘイニーズ・ビッグ・ハウスから流れてくる音からも影響を受けた。
母親は彼をテキサス州ワクサハチーにある神学校Southwestern Assemblies of God University に入学させ、聖歌隊でしか歌えなくなった。しかし『My God Is Real』をブギウギ調で大胆に演奏した。生徒会長であったピアリー・グリーンは、彼がタレント・ショーで「世俗的な」音楽を演奏したと語った。翌朝学部長はジェリー・リー・ルイスとグリーンを呼び出し、彼らを退学させた。ルイスは「(グリーンは)俺が何を演奏するか知らなかった」ため退学させられるべきではなかったと語った。
この出来事の後、実家に帰りフェリデイ周辺およびミシシッピ州ナッチェスのクラブで演奏し始め、急成長中の新しいロックンロールに傾倒し、1954年に初めてのデモテープを録音した。1955年頃、テネシー州ナッシュビルのクラブで演奏して注目を集めようと考えたが、ルイジアナ州シュリーブポートのカントリー・チャンネルのルイジアナ・ヘイライドでかつて見た『グランド・オール・オープリー』に却下された。ナッシュビルのレコード会社の重役はピアノではなくギターを演奏したらどうかと提案した。
1956年11月、サン・レコードのオーディションを受けるためにテネシー州メンフィスに向かった。サン・レコードのオーナーのサム・フィリップスはフロリダ州にいたため会えなかったが、プロデューサー兼エンジニアのジャック・クレメントがルイスが歌うレイ・プライスの『Crazy Arms』とルイス作の『End of The Road』をレコーディングした。同年12月、サン・レコード所属のカール・パーキンスやジョニー・キャッシュと同様、ソロとしてだけでなくスタジオ・ミュージシャンとしても多くのレコーディングに参加した。1956年終盤から1957年初頭まで、パーキンスの『マッチボックス』、『Your True Love』、『You Can Do No Wrong』、『Put Your Cat Clothes On』、ビリー・リー・ライリーの『Flyin' Saucers Rock'n'Roll』などサン・レコード出版のレコードで彼の独特のピアノを聴くことができる。それまではロカビリーでピアノを前面に出すことはなかったが、彼の影響で他のレコード会社もロカビリーにピアノ奏者を取り入れるようになった。
1956年12月4日、ルイスのピアノ演奏でパーキンスが新曲のレコーディングをするためにサン・レコードにいた時に、エルヴィス・プレスリーがフィリップスに会いにサン・レコードに立ち寄った。キャッシュもパーキンスのレコーディングを見るためその場にいた。4人は即興でジャム・セッションを始め、フィリップスはそれを録音した。この時演奏された曲の約半数がゴスペル曲や伝統曲であった。このセッションは後に『ミリオン・ダラー・カルテット』のタイトルでCDとして出版された。収録曲にはプレスリーの『Don't Be Cruel』、『Paralyzed』、チャック・ベリーの『Brown Eyed Handsome Man』、パット・ブーンの『Don't Forbid Me』の他、プレスリーが自分の物真似をするジャッキー・ウィルソンの『Don't Be Cruel』を逆に真似る様子も含まれている。
1957年、『Whole Lotta Shakin' Goin' On 』、彼の最大のヒット曲『火の玉ロック』で一躍スターダムにのし上がり世界的に有名になったが、その一方で歌詞の刺激が強過ぎるとしてラジオ局でボイコットされることもあった。2005年、『Whole Lotta Shakin' Goin' On』はアメリカ議会図書館のNational Recording Registry に永久保存されることとなった。
キリスト教を信じるキャッシュやルイスは自分が罪であると考え、自分とファンは地獄に落ちると固く信じていた。このルイスのキャラクターはキャッシュの自伝を基に作られた2005年の映画『ウォーク・ザ・ライン/君につづく道』でウェイロン・ペインにより演じられた。
演奏中、ピアノの椅子を蹴ったり、立ったままピアノを弾いたり、叩くように劇的なアクセントをつけて弾いたり、鍵盤の上に座ったり、楽器の上に立ったりした。ラジオ・ドキュメンタリー『Pop Chronicles』でルイスは、椅子を蹴ったのは最初は偶然だったが、反応が良かったため続けたと語った。1957年7月28日、『The Steve Allen Show』でテレビ初登場し、『Whole Lotta Shakin' Goin' On』を演奏中に上記のアクションを行なった。ライヴの最後にピアノに火をつけたと世間には認知されているが、これについてルイスは『エスクァイア』オンライン版で「俺はピアノに火をつけた事はないよ。ずっと否定したかったんだけどさ」と語った。
彼のダイナミックな演奏は映画『High School Confidential』(タイトル曲をトラックの荷台で歌っている)や『Jamboree』で観ることができる。彼は「ロックンロール初のワイルドな男」、「ロックンロール初の折衷主義者」と呼ばれている。クラシック作曲家のマイケル・ナイマンはルイスについて、新たな美的感覚を開花させてくれたと語った。
1958年5月、イギリスツアーに出た折、唯一ロンドン・ヒースロー空港に取材に来ていた通信社のリポーターであるレイ・ベリーに、ルイスが3人目の妻としてマイラ・ゲイル・ブラウンと結婚していたことを知られてしまった。彼女はルイスの父方のいとこの子であり、まだ13歳であった。ブラウン、ルイス、マネージャーは彼女を15歳だとごまかしていた。ルイスはこの時22歳。マスコミが大騒ぎしたため、3回公演したのみで打ち切りとなった。
ルイスがアメリカに戻ってもスキャンダルは打ち消せず、ラジオ局のブラックリストに載った。ルイスはこれまで自分をサポートしてくれた多くの人々に裏切られたように感じていた。ディック・クラークは番組から彼を降板させた。サン・レコード社長がジャック・クレメントとの偽のインタビュー『The Return of Jerry Lee』を発表し、婚姻問題、批判を軽視した「答え」としてルイスの曲の一部を引用したためルイスはサム・フィリップスにも裏切られたと感じていた。唯一ディスクジョッキーのアラン・フリードだけがルイスの味方のままであり、賄賂容疑で降板するまで彼のレコードをかけ続けた。
それでもサン・レコードとの契約はそのままで、レコーディングおよび定期的なシングル発表は続けていた。それまで1万ドルのコンサートを行なっていたが、それ以降バーや小さなクラブに250ドルで出演するようになった。その頃、信頼できる友人は数少なかった。
かつてB.B.キング、ハウリン・ウルフ、プレスリー、ロイ・オービソン、パーキンス、ルイス、キャッシュなどがレコーディングしたユニオン通りのスタジオが古くなったため、フィリップスはメンフィスのマディソン通り639番地に新しい最高水準のスタジオを建て、ナッシュビルにもスタジオをオープンした。1961年、ルイスはナッシュビルのスタジオでレイ・チャールズの『What'd I Say』をレコーディングし、大ヒットした。ヨーロッパでは1962年9月に『Sweet Little Sixteen』、1963年3月に『Good Golly Miss Molly』が立て続けにヒットした。コンパクト盤の『Hang Up My Rock and Roll Shoes』、『I've Been Twistin'』、『Money』、『Hello Josephine』などが特に初期のディスコで流れるようになった。グレン・ミラー・オーケストラの名曲『イン・ザ・ムード』をインストゥルメンタルのブギ調にアレンジした曲を「ザ・ホーク」という偽名でフィリップス・インターナショナルから発表したが、ディスクジョッキーはその独特のピアノ演奏によりすぐにそれがルイスだと見破り、この策略は失敗した。
1963年、サン・レコードとの契約が満了し、スマッシュ・レコードに移籍して多くのロックの曲をレコーディングしたが大きなヒットにはならなかった。
1960年代中盤には、イギリスやドイツでルイスは注目されるようになった。1964年、ザ・ナッシュヴィル・ティーンズと共に収録したライヴ・アルバム『Live at the Star Club, Hamburg』が史上最も優れたロックンロールのライヴ・アルバムの1つと考えられるようになった。音楽評論家のスティーブン・トーマス・アールワインは「これまでのレコードの中でも『Live at the Star Club』は桁外れで斬新でハードなロックンロールだ」と記した。
1960年代、マーキュリー・レコードの子会社であるスマッシュ・レコード在籍中の4年間、ロックでの再起に行き詰まり、カントリーのバラードを演奏するようになった。
1965年、カントリーに重きを置いたアルバム『Country Songs for City Folks』をレコーディングした。1968年、シングル『Another Place, Another Time』がトップ10にランクインし、これを機に、カントリー・チャートで第1位となった『To Make Love Sweeter For You』を含み数々の曲がトップ10にランクインするようになった。同時期の元ロカビリーのコンウェイ・トゥイッティのように、カントリーで再度スターダムに上がった。この時期のルイスのカントリーのヒット曲には『What's Made Milwaukee Famous (Has Made a Loser Out of Me)』、『She Still Comes Around (To Love What's Left of Me)』、『She Even Woke Me Up to Say Goodbye』、『Once More With Feeling』、『There Must Be More to Love Than This』、『Touching Home』、『Would You Take Another Chance on Me』、『Me and Bobby McGee』、『Think About It, Darlin'』、『Sometimes a Memory Ain't Enough』、『Tell Tale Signs』などがある。1970年、マーキュリー・レコードがスマッシュ・レコードを打ち切り、その後はマーキュリーからシングルやアルバムが発表されるようになった。ルイスの再起により、サン・レコードは1963年以降にレコーディングして未発表の『Invitation to Your Party』、『One Minute Past Eternity』、『I Can't Seem To Say Goodbye』、『Waiting For A Train』などを発表し、1969年から1970年のカントリー・チャートで上位に入った。ルイスの成功はその後約10年続き、1972年、ザ・ビッグ・ボッパーのクラシック・ロック『Chantilly Lace』のカヴァー、『Drinkin' Wine Spo-dee-o dee』、1977年、『Middle Age Crazy』など、再度ロックにも挑戦し始めた。1979年、エレクトラ・レコードと契約し、1981年の『Thirty-Nine and Holding』がカントリー・チャートでの最後のヒット曲となった。1983年、MCAレコードと契約したが短期間で離脱した。
1989年、ロック時代の若い頃を基に映画化した『Great Balls of Fire!』が公開され、劇中で使われる曲を全て再録音することを決心したことなどでルイスは再度注目された。この映画はルイスの3番目の妻マイラ・ゲイル・ルイスによる書籍を基にしており、ルイス役にデニス・クエイド、マイラ役にウィノナ・ライダー、ジミー・スワガート役にアレック・ボールドウィンが配役された。この映画はルイスの初期の頃の経歴、マイラとの関係などが描かれ、1950年代のスキャンダルを中心にしている。翌年1990年、ヒット映画『ディック・トレイシー』のサウンドトラックに新曲『It Was the Whiskey Talkin' (Not Me)』を共同制作した。この曲は劇中のラジオから流れている設定で聴くことができる。
いとこでテレビ伝道者のジミー・スワガートのスキャンダルで、親族はトラブルに巻き込まれた。他のいとこでカントリーのスターであったミッキー・ギリーと同様、スワガートはピアノ奏者である。いとこ同士の3人は、フェリデイのクラブのヘイニーズ・ビッグ・ハウスから流れる黒人のブルースなど、幼少期は同じ音楽を聴いて育った。ジェリー・リー・ルイスとスワガートは、長年複雑な関係が続いている。
ルイスの妹リンダ・ゲイル・ルイスはルイスとレコーディングを行ない、しばらく共にコンサート・ツアーに出ていたが、その後ヴァン・モリソンとより多くのレコーディングを行なった。
子供の頃から「The Killer 」という愛称で呼ばれ、力強い声とピアノを演奏する姿からより知られている。オービソンは彼をロック史上最高の荒削りな演奏者と評した。
1986年、ルイスはロックの殿堂の最初の1人として殿堂入りした。同年、オービソン、キャッシュ、パーキンスと共にメンフィスのサン・レコードのスタジオで『ミリオン・ダラー・カルテット』のセッションを思い起こさせるアルバム『Class of '55』をレコーディングし、批評家やファンの注目を集めた。
1998年、チャック・ベリー、リトル・リチャードと共にヨーロッパでコンサート・ツアーを行なった。2005年2月12日、ナショナル・アカデミー・オブ・レコーディング・アーツ・アンド・サイエンスによりグラミー賞の特別功労賞を授与された。2006年9月26日、多くのロックの著名人をゲストに招いたアルバム『Last Man Standing』を発表した。好評を博し、インディ・チャートで2週連続第1位となるなどビルボードの4部門のチャートにランクインした。
2007年3月、ミック・ジャガー、ウィリー・ネルソン、ジミー・ペイジ、キース・リチャーズ、ロッド・スチュワートなど多くのゲストを招いたコンサートの様子を収録したCDおよびDVD『Last Man Standing Live』が発表され、CDはアメリカ国内のみで50万枚を売り上げ10枚目のゴールド・ディスク認定となった。このアルバムはこれまでルイスが発表したアルバムの中で最高の売り上げとなった。
2007年11月5日、ロックの殿堂およびオハイオ州クリーブランドのケース・ウェスタン・リザーブ大学での6日間の会議やインタビューの映像を収録したDVDを発表。11月10日、クリス・クリストファーソン司会のトリビュート・コンサートが最高潮を迎えた。American Music Masters Award を受賞し、トリビュート・コンサートは『虹の彼方に』で幕を閉じた。
2008年2月10日、ジョン・フォガティとリトル・リチャードと共に第50回グラミー賞に出演し、『Good Golly Miss Molly』と『火の玉ロック』をメドレーで演奏した。ルイスは現在ミシシッピ州ネスビットの農場に家族と共に住んでいる。
2008年6月4日、『A Capitol Fourth』に出演し、フィナーレの最後で『ロール・オーバー・ベートーヴェン』、『Whole Lotta Shakin' Goin On』、『火の玉ロック』をメドレーで演奏した。2008年10月、ヨーロッパのコンサート・ツアーで、1958年のスキャンダルから約50年ぶりにイギリスで公演した。10月25日、100クラブで、10月28日、ザ・フォーラムでワンダ・ジャクソンおよびルイスの妹リンダ・ゲイル・ルイスと共にスペシャル・プライベート・コンサートを行なった。

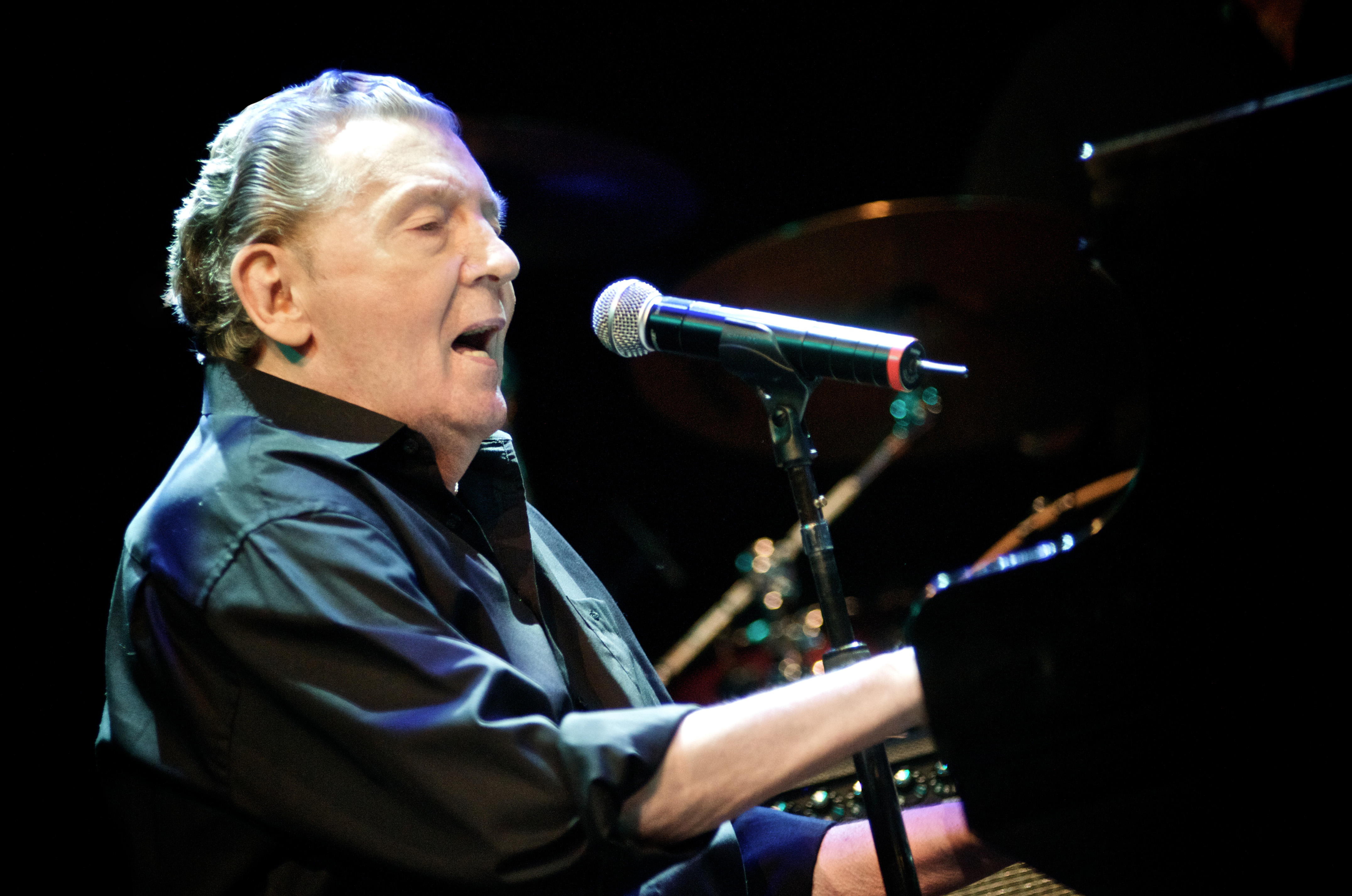
円熟期のルイス。ブラジル・サンパウロ公演より（2009年）

2009年8月、アルバム『Mean Old Man』からクリストファーソン作曲のタイトル曲がネット配信された。11月11日、この曲の他に4曲が収録されたコンパクト盤が発表された。同年10月29日、ロックの殿堂25周年コンサートをニューヨークのマディソン・スクエア・ガーデンで行なった。
2013年5月、テネシー州メンフィスのビール・ストリートに新しいクラブを開業した。ルイスは毎日訪れる訳ではないが、ファン感謝祭など時々訪れるようにしている。他の著名人の店舗と違い、郷愁を誘うこともなくモダンなホンキー・トンクとなっている。ルイジアナ州からミシシッピ州までの南部料理とメンフィスの料理を出している。ロックの生演奏が行なわれ、彼のポスター、ピアノ、バイクなどが飾られている。
2019年2月末、軽微な脳卒中により入院した。その後は全快したものの、3年後の2022年10月末、87歳で死去。ロックンロールを創始した数少ない生存者であった。

## 私生活
ルイスは7回結婚した。
1人目は1952年2月から1953年10月までの20ヶ月、ドロシー・バートンと結婚していた(それ以前から結婚していたという説もある)。1978年、『ピープル』誌のインタビューで「最初に結婚したのは14歳の時だった。彼女は17歳だったのだが、私の妻としては年上過ぎた」と語った。
2人目は1953年9月から1957年10月までの4年間、ジェーン・ミッチャムと結婚していたが、バートンの離婚する23日前に結婚したことになるためその日付に関しては議論の余地がある。ジェリー・リー・ルイス・ジュニア(1954年–1973年)、ロニー・ガイ・ルイス(1956年-)という子供2人をもうけた。
3人目は1957年12月から1970年12月までの13年間、マイラ・ゲイル・ブラウンと結婚していた。結婚式の時にミッチャムとの離婚が正式に成立していなかったため、その後再度結婚式を挙げた。スティーヴ・アレン・ルイス(1959年–1962年)、フォーブ・アレン・ルイス(1963年-)という子供2人をもうけた。
4人目は1971年10月から1982年6月8日まで、ジャーレン・エリザベス・ガン・ピートと結婚していた。娘ロリ・リー・ルイス(1972年-)をもうけた。離婚成立数週間前に、ピートは友人宅のプールで溺死した。
5人目は1983年6月から8月までの77日間、ショーン・スティーブンスと結婚していた。この婚姻はスティーブンスの死によって終わった。ルイスが彼女を虐待したことにより死に至ったのではないかと疑われている。
6人目は1984年から2004年までの20年間、ケリー・マカーヴァーと結婚していた。ジェリー・リー・ルイス3世(1987生-)をもうけた。『USAトゥデイ』紙によるとマカーヴァーの離婚条件はとても高額であった。
7人目は2012年3月9日からジュディス・ブラウンで現在も継続中である。
ルイスはこれまで少なくとも6人の子供をもうけた。1962年、彼の息子のスティーヴ・アレン・ルイスが3歳でプールの事故で溺死し、1973年、ジェリー・リー・ルイス・ジュニアがジープを運転中に横転して19歳で亡くなった。現在ジェリー・リー・ルイス3世とロニー・ガイ・ルイスの息子2人、フォーブ・アレン・ルイスとロリー・リー・ルイスの娘2人がいる。

## 関連作品
映画
- グレート・ボールズ・オブ・ファイヤー（英語版）（1989年、米国、監督：ジム・マクブライド、主演：デニス・クエイド）